# Плюшкин, Фёдор Михайлович
Фёдор Михайлович Плюшкин (7 (19) февраля 1837, Валдай — 24 апреля (7 мая) 1911, Псков) — русский предприниматель, получивший большую известность как владелец одной из самых больших частных коллекций в Российской империи.
Потомственный купец. Существует легенда о том, что вывеска с фамилией отца Плюшкина, расположенная в Валдае, бросилась в глаза проезжавшему через Валдай Пушкину, и тот подсказал эту фамилию Гоголю, искавшему имя для персонажа «Мёртвых душ». Фёдор Плюшкин рано осиротел, работал у дядей мальчиком на побегушках, был отдан «в дело» в Москву, где дорос до приказчика. С 1859 г. жил во Пскове, где владел галантерейным делом. С 1867 г. избирался в Псковскую городскую думу, был членом городской управы. Потомственный почётный гражданин. Был начитан, интересовался историей и литературой, входил в Псковское археологическое общество.
Коллекция Плюшкина, которую он собирал сорок лет, включала иконы, рукописные и старопечатные книги, личные вещи А. В. Суворова и А. А. Аракчеева, предметы, связанные с сектантством и масонством (часть масонских предметов принадлежала Павлу I), миниатюры, произведения прикладного искусства, оружие разных веков, картины Верещагина, Венецианова, Айвазовского, Шишкина, Пуссена, Тенирса, Грёза, Буше, письма Суворова и Гоголя. Особо выдающимся был нумизматический отдел, составлявший 84 больших ящика редких монет и превосходивший тогдашние коллекции Эрмитажа.
Коллекция составляла миллион экспонатов и, по некоторым оценкам, была третьей в России и одиннадцатой в Европе (не по количеству, а по значимости). Плюшкин разрешал доступ посетителей в свой частный музей, расположенный в его доме на углу Петропавловской и Сергиевской улиц (сейчас на этом месте находится здание педагогического института). Его фотографии и описания печатались в периодической печати:

Сокровища размещены где только можно, без всякой системы: картины и портреты развешаны по стенам как попало, иконы теснятся возле больших пейзажей или маленьких силуэтов в старинных рамах, а возле стен, в витринах и на шкапах громоздятся фарфоровая посуда, самовары чуть ли не петровского времени, старинные часы, древнее оружие…
В последние годы жизни Плюшкин вёл переговоры с Императорским Русским музеем Александра III о продаже коллекции, но не успел их завершить. Собиратель говорил «о своем желании, чтобы коллекции его не были проданы за границу, а также о своем полном несогласии продать свои коллекции по частям». После смерти Плюшкина, похороненного на Дмитриевском кладбище во Пскове, его потомки решили продать коллекцию, запрашивая за неё непосильную для государственных музеев сумму (350 тысяч рублей).
По распоряжению дирекции императорских музеев во Псков выехала представительная комиссия искусствоведов для определения и оценки предметов (никакой описи своей коллекции Плюшкин не вёл). Среди участников комиссии были Н. М. Могилянский, С. Н. Тройницкий, С. Ф. Ольденбург. Эксперты единодушно высказались против приобретения собрания целиком. Для непрофессиональной коллекции Плюшкина было характерно соседство действительно ценных предметов с разного рода курьёзами, что нередко провоцировало пренебрежительные оценки и неизбежное сравнение с одержимым страстью к патологическому накопительству персонажем Гоголя. Участвовавший в искусствоведческой комиссии Эрмитажа Н. Н. Врангель в частном письме А. Н. Бенуа писал: «Только такой гений, как Гоголь, мог предсказать, что явится Плюшкин, и теперь надо ждать Ноздрёва, Петуха, Собакевича… Зоолог увидел чучело гуся и двух уток, минералог — булыжники…» В статье в журнале «Старые годы» Врангель возмущался, что в то время, как из России за границу вывозятся профессиональные собрания, «конечно, у нас оказались потребные суммы для покупки за сто тысяч рублей чучел уток и кур, вырезок из „Нивы“ и Кузнецовских трактирных фаянсов из собрания Плюшкина». Однако в официальном отчёте для музея тот же Врангель оценил ряд миниатюр из собрания Плюшкина чрезвычайно высоко. Высказывалось предложение оставить коллекцию, не расчленяя её, во Пскове, как уникальное и вместе с тем «характерно провинциальное» собрание, ценное именно в своём единстве.
Коллекцию полностью купил Николай II за 100 тысяч рублей. Ряд предметов из плюшкинского собрания пополнил Российский этнографический музей (всего плюшкинский фонд РЭМ составляет полторы тысячи предметов, посвящённых различным народам Российской империи), Эрмитаж и Русский музей. Фонд Плюшкина (№ 502) ИРЛИ РАН (Пушкинского дома) включает такие рукописи, как записки А. М. Горбовского об имп. Екатерине II, письма А. Н. Свистунова, Е. М. Семевской, письма архиепископа псковского Евгения (Болховитинова) С. Н. Гиацинтову и духовным лицам; альбомы стихотворений В. Г. Бенедиктова, М. Ю. Лермонтова, А. С. Пушкина (списки). Всего сейчас известно местонахождение примерно 10 % плюшкинского собрания (100 тысяч экспонатов). Лишь очень немногие хранятся во Пскове. Предметы, рассматривавшиеся во времена Плюшкина как тривиальный «хлам» из повседневной жизни, спустя век имеют «растущую музейную востребованность».
После революции сын Плюшкина Сергей был как белый офицер расстрелян псковскими коммунистами.
В 1996 году к 85-летию смерти Плюшкина выставка материалов его коллекции проводилась во Пскове. В Валдае его правнук С. А. Плюшкин провёл выставку его памяти. Была издана книга о коллекционере. Планируется новая выставка во Псковском музее-заповеднике

## Интересные факты
В Твери семейной парой Денисом и Мариной Ильиными 7 ноября 2017 года был открыт «музей Плюшкина», являющийся музеем быта поздних советских времён.